# Zmierzch Zachodu
Zmierzch Zachodu (niem. Der Untergang des Abendlandes) – dzieło Oswalda Spenglera wydane w dwóch tomach, w latach 1918–1922, z zakresu filozofii historii i kultury. Jedno z najważniejszych dzieł z zakresu teorii cywilizacji. Pełny tytuł dzieła: Der Untergang des Abendlandes. Umrisse einer Morphologie der Weltgeschichte (Zmierzch Zachodu: Zarys morfologii historii uniwersalnej). Książka usiłuje przedstawić sens dziejów, a znaczącymi jednostkami historii nie są epoki, lecz kultury, które ewoluują w sposób zbliżony do organizmów biologicznych. Dzieło, pomimo krytyki ze strony specjalistów, spotkało się z szerokim pozytywnym przyjęciem, posłużyło też jako źródło inspiracji dla licznych naśladowców.

## Kontekst powstania
Spengler pisał pracę w Monachium, gdzie mieszkał od 1911 roku, utrzymując się z korepetycji i spadku po matce. Tytuł nawiązywał do dzieła Otto Seecka Geschichte des Untergangs der Antiken Welt z 1898 roku. I wojna światowa opóźniła wydanie I tomu, który ukazał się dopiero w 1918 roku, odnosząc sukces wydawniczy. Spengler nie zmienił swojego trybu życia, odrzucił propozycję objęcia profesury na Uniwersytecie w Getyndze i pracował nad drugim tomem, który ukazał się w 1922 roku. W roku następnym ukazała się poprawiona edycja I tomu.

## Treść dzieła
Książka głosiła teorię wielkich kultur, które rodzą się, rozwijają się, uzyskują dojrzałość, a następnie umierają na podobieństwo biologicznego organizmu. Część stosowanej przez Spenglera terminologii zaczerpnięta została z biologii (homologia, analogia), a cywilizacje traktowane są jak organizmy. Końcowym stadium rozwoju kultury jest cywilizacja, epoka wielkich imperiów i potęgi militarnej, rozwoju techniki (kosztem duchowości). Taki bieg zdarzeń jest nieuniknionym przeznaczeniem każdej kultury. Kultury są oparte na idei przewodniej, są wzajemnie nieprzenikalne, niezależne od siebie, a w dużej mierze także niepoznawalne. Ograniczone poznanie innych wielkich kultur jest możliwe poprzez stosowanie analogii i homologii. W toku rozwoju każdej z wysokich kultur pewne procesy są powtarzane (formy historyczne). Spengler był przekonany, że człowiek może uchwycić formy historyczne.
Spengler wyróżniał osiem zaawansowanych kultur (Hochkulturen): egipska, babilońska, indyjska, chińska, antyczna (nazywana przez niego „apollińską”), islamsko-żydowska („kultura magiczna”), meksykańska i zachodnia (faustyczna). Spengler sądził, że dziewiątą kulturą będzie rosyjska, do której należeć będzie III tysiąclecie. Kultura zachodnioeuropejska (zwana przez Spenglera „faustyczną”) znajduje się w końcowym etapie rozwoju, a tym samym zmierza do upadku. Spengler uważał, że upadek ów przyśpieszają idee takie jak demokracja, egalitaryzm, tolerancja i humanitaryzm.
Koncepcja Spenglera miała charakter relatywistyczny i podważający możliwość ogólnoludzkiego postępu. Spengler odrzucił hegeliańską perspektywę Absolutu, rezygnuje z ideału człowieczeństwa, co doprowadziło do „zakwestionowania idei absolutnych i uniwersalnych”. Inspirował się ideą organicznego rozwoju Goethego i Nietzcheańską koncepcją woli i przeznaczenia. W dużej mierze oparł się także na argumentach rosyjskiego teoretyka cywilizacji Nikołaja Danilewskiego, który przewidywał, że kolejną cywilizacją po zachodniej będzie rosyjska.

## Recepcja
Zmierzch Zachodu był jedną z najważniejszych prac niemieckiej rewolucji konserwatywnej. Po ukazaniu się dzieła powstało w Niemczech ponad 400 artykułów, publikacji i traktatów naukowych, a niektóre z nich wyszły spod ręki najbardziej prominentnych niemieckich myślicieli. Książka Spenglera zapoczątkowała debatę w środowisku akademickim (Streit um Spengler), była atakowana przez specjalistów w latach 20. XX wieku ze względu na liczne błędy faktograficzne i w rezultacie została gremialnie odrzucona przez środowisko naukowe, ale pomimo tego zyskała dużą popularność w okresie międzywojennym, a nawet zainspirowała innych teoretyków do rozważań nad upadkiem cywilizacji. Pomimo licznych błędów wnioski końcowe nie były łatwe do zakwestionowania.
Pomimo krytyki ze strony specjalistów książka od swojego pierwszego wydania odniosła sukces wydawniczy. Pierwsze dwa tomy sprzedały się w nakładzie 113 tysięcy egzemplarzy, a w latach 20. XX wieku sprzedała się na rynku niemieckim w liczbie ponad 600 tysięcy egzemplarzy. Wynikało to prawdopodobnie stąd, że lata 20. i 30. XX wieku przyniosły poczucie zagrożenia i wzrost nastrojów katastroficznych. Wielki kryzys ekonomiczny 1928–1932 wyzwalał w ludziach lęk i niepewność. Niepokój o przyszłość cywilizacji i kultury wiązał się z rozwojem totalitarnych systemów takich jak faszyzm i komunizm. W okresie międzywojennym książka cieszyła się wysoką poczytnością. Ocenia się, że mało który niemiecki myśliciel I połowy XX wieku był tak często cytowany, omawiany i krytykowany jak Spengler (za sprawą Zmierzchu Zachodu).
Thomas Mann początkowo opisał Upadek Zachodu jako fascynującą „powieść intelektualną”. Później jednak nazwał Spenglera „sprytnym małpiszonem Nietzschego”, „defetystą ludzkości” i „hieną”. Określił dzieło Spenglera jako fatalistyczne i defetystyczne, krytykował go zwłaszcza za teorię kultur, które według Spenglera są całkowicie niezależnymi organizmami, a każda z nich nie rozumie ani słowa z tego, co mówi lub ma na myśli inna.
Joseph Campbell przyznawał, że najważniejszą książką dla jego intelektualnego rozwoju był Zmierzch Zachodu Spenglera.
Leonard Woolf ocenił Zmierzch Zachodu jako „oszałamiającą mieszankę błyskotliwej analizy, lekkomyślnych twierdzeń i dogmatycznego mistycyzmu […] zamazaną i wypaczoną przez mistyczną szarlatanerię, […] głęboko zakorzenioną niezdolność do uczciwej gry intelektualnej”. Woolf zaliczył pracę Spenglera do „ekstremalnych przejawów praktycznej faszystowskiej szarlatanerii”.
Theodor Adorno krytycznie ocenił historiozoficzny system Spenglera, odrzucił nieuchronność mechanizmu wzrostu i rozkładu kulturowego, któremu ma podlegać każda cywilizacja. Krytykował Spenglera za mierzenie historii ideałem dominacji, za niedocenianie ludzkiej inicjatywy.
Wielu badaczy próbowało wykazać wpływ książki Spenglera na włoski faszyzm (gdyż Benito Mussolini inspirował się tezami Spenglera, który skądinąd cenił sobie włoskiego dyktatora) lub na niemiecki nazizm. Choć Spengler był negatywnie nastawiony do Hitlera, co skazało go na marginalizację po nominacji Hitlera na kanclerza, to naziści odwoływali się do części idei zawartych w spenglerowskim dziele: bezwzględnego posłuszeństwa jednostki państwu, konieczności utrzymania elit przy władzy, krytyki demokracji oraz do potrzeby prowadzenia wojen. Wśród wielbicieli Zmierzchu Zachodu znajdował się np. minister propagandy III Rzeszy Joseph Goebbels, który wykorzystywał tezę książki Spenglera do umocnienia poparcia dla wojowniczej polityki NSDAP. Niezależnie od stosunku Spenglera do rządów hitlerowskich, Zmierzch Zachodu uczynił go „guru skrajnej prawicy” okresu dwudziestolecia międzywojennego.
Po II wojnie światowej Spengler, podobnie jak i Nietzsche, stał się w Niemczech filozofem niepożądanym. Społeczeństwo niemieckie miało już dosyć walki o byt i oraz idei światowej potęgi. Owa powściągliwość trwała jeszcze w latach 70. i 80. XX wieku. Po upadku komunizmu i ustaniu konfliktu na linii Wschód-Zachód Spengler ponownie wrócił do dyskusji, w prasie, radiu i wydawnictwach ponownie podjęto jego myśli. Podobnie stało się za sprawą zamachów z 11 września 2001 roku, które wzmogły obawy przed przyszłością oraz pogłębiły nastroje niepewności. Popularnym obecnie określeniem tego nie jest już jednak „upadek Zachodu”, ale mówi się, za Huntingtonem, o zderzeniu cywilizacji, czasem także o „wojnie cywilizacji”, w którą nieuchronnie zostało zaangażowane społeczeństwo zachodnie.
Do dziedzictwa Zmierzchu Zachodu nawiązują przedstawiciele europejskiej nowej prawicy, umieszczając Spenglera obok Martina Heideggera i Carla Schmitta wśród głównych źródeł inspiracji. Antybolszewicka retoryka Zmierzchu Zachodu – Spengler bowiem uznawał bolszewizm za przyczynę potencjalnego upadku kultury europejskiej – została przechwycona na początku XXI wieku, tym razem przez islamofobiczne ugrupowania prawicowe (w ramach syndromu oblężonej twierdzy). Zmierzch Zachodu Spenglera, ze względu na propagowanie przezeń misji cywilizacyjnej „białego człowieka”, stanowi też przedmiot żywotnego zainteresowania białych suprematystów.